# Massimiliano Varrese
Massimiliano Varrese (Roma, 5 gennaio 1976) è un attore e ballerino italiano.

## Biografia
Massimiliano Varrese nasce a Roma il 5 gennaio 1976. Si trasferisce molto presto in Toscana, prima ad Albinia e poi, nel 1989, a Grosseto, capoluogo maremmano dove cresce e studia. Inizia a studiare giovanissimo da professionista le arti dello spettacolo presso lo I.A.L.S. di Roma, iniziando anche a comporre i primi brani come autore. La sua carriera televisiva inizia nel 1997 con uno spot per la nota marca di gelati Sanson. Nel 1998 viene scoperto da Raffaella Carrà che lo lancia come cantante-ballerino in Carràmba! Che fortuna.
Nel 1999 esordisce a teatro con il musical Sono tutti più bravi di me, con la regia di E. Giordano e per il quale scrive il brano portante insieme ad Ambrogio Sparagna. Nel 2000 è la volta della pièce teatrale The Beautiful Thing, diretto da B. Montefusco. Nello stesso anno partecipa alla miniserie televisiva Operazione Odissea, per la regia di Claudio Fragasso. Nel 2000 viene chiamato dal coreografo Luca Tommassini per entrare nel corpo di ballo del programma Stasera pago io, condotto da Fiorello. Nel 2001 lavora per il tour europeo di Paola & Chiara. L'anno successivo è tra i ballerini del tour di Geri Halliwell (con la quale gira il videoclip di It's Raining Men) e di Holly Valance. Torna a recitare per la fiction Il bello delle donne e il film del 2002, con Valerio Mastandrea, Velocità massima. Nel 2005 interpreta il ruolo di Furio Zani nella fiction Mediaset Grandi domani, ricevendo un buon riscontro di critica.
Nel settembre 2005 viene presentato in anteprima alla 62ª mostra cinematografica di Venezia il suo primo film da protagonista: Fuoco su di me, per la regia di Lamberto Lambertini, con Omar Sharif, che vince il Premio della Cultura e del Dialogo istituito dalla Regione Veneto. Nel 2006, dopo la miniserie Sotto copertura, spin off di Carabinieri, fa il suo ingresso nel cast della fiction di Canale 5, dove interpreta Antonio Baldi. Viene riconfermato per le serie successive e alterna le riprese a Città della Pieve con quelle in Giordania, sul set de La sacra famiglia, film in due puntate con Alessandro Gassmann, girato in lingua inglese per la regia di Raffaele Mertes.
Nell'estate del 2006 è presentatore dell'anteprima Festivalbar. Alla fine dello stesso anno inizia a lavorare in teatro per il musical 3MSC. Emozioni e sogno. Tre metri sopra il cielo. Lo spettacolo, interpretando Step, il personaggio principale. Per questo ruolo riceve il Premio Vittorio Gassman come miglior giovane talento teatrale del 2007. Nel 2008 è tra gli interpreti principali della miniserie Il sangue e la rosa, diretta da Salvatore Samperi, Luigi Parisi e Luciano Odorisio. Nel 2007 è testimonial della Tribe by BREIL, ultima per ordine di tempo delle moltissime campagne pubblicitarie da lui interpretate, tra cui quella per lo shampoo Clear e quella del profumo Elizabeth Arden, con Catherine Zeta-Jones. Alla fine del 2008 finisce di girare come coprotagonista l'opera prima di O. Crisostomi Alice, dove scrive e canta L'amore che cos'è, brano portante della colonna sonora.  Dal 2010, in collaborazione con il maestro Maurizio Mastrini, porta in teatro diversi reading di musica e poesia, tra cui Processi InVersi, del quale cura la regia sotto la direzione artistica di Giorgio Albertazzi, e si esibisce omaggiando Charlie Chaplin nella canzone Smile.
Nel novembre del 2011 pubblica, per Edizioni Sonda, il romanzo di formazione L'estate è già finita, scritto a quattro mani con l'amico d'infanzia Francesco Serino e ambientato nella Grosseto degli anni Ottanta. Il romanzo è inserito nella collana di narrativa per ragazzi Idrogeno. Nel 2012 interpreta la nuova versione in chiave moderna di Francesco d'Assisi nel musical Chiara e Francesco, per la regia di O. Castagna. Nel 2018 è regista e attore, insieme a Filippo Fagioli, del docufilm Mi-ka-el, che intreccia il percorso umano di un giornalista, interpretato da Varrese stesso, con la figura dell'Arcangelo Michele. Il Docufilm è prodotto e realizzato da Philms Produzioni video. Nel 2019 partecipa in qualità di concorrente ad Amici Celebrities, in cui si classifica secondo, sconfitto in finalissima dalla showgirl Pamela Camassa.
L'11 settembre 2023 entra come concorrente nella casa del Grande Fratello classificandosi sesto alla fine del Reality.

## Vita privata
Nel 2017 è diventato padre di una bambina di nome Mia.
È istruttore di arti marziali, in particolare di kudo.

## Filmografia

### Cinema
- Velocità massima, regia di Daniele Vicari (2002)
- Fuoco su di me, regia di Lamberto Lambertini (2006)
- Alice, regia di Oreste Crisostomi (2010)
- Il figlio più piccolo, regia di Pupi Avati (2010)
- Il mistero di Laura, regia di Giovanni Galletta (2012)
- Affittasi Vita, regia di Stefano Usardi (2019)
- Fra due battiti, regia di Stefano Usardi (2021)

### Televisione
- Operazione Odissea, regia di Claudio Fragasso - miniserie TV (1999)
- Via Zanardi, 33 - serie TV (2001)
- Il bello delle donne - serie TV (2002-2003)
- Grandi domani - serie TV (2005)
- Carabinieri - Sotto copertura, regia di Raffaele Mertes - miniserie TV (2005)
- Carabinieri - serie TV (2006-2008)
- La sacra famiglia, regia di Raffaele Mertes - miniserie TV (2006)
- Camera Café - serie TV (2007)
- Il sangue e la rosa, regia di Salvatore Samperi, Luigi Parisi e Luciano Odorisio - miniserie TV (2008)
- Pezzi unici - serie TV (2019)
- Una mamma all'improvviso - film TV (2023)
- La lunga notte - La caduta del Duce, regia di Giacomo Campiotti – serie TV, episodi 3 e 4 (2024)

### Videoclip
- Geri Halliwell, It's Raining Men (2001)
- Povia, Luca era gay (2009)
- Massimiliano Varrese , Pace (2011)
- Fabrizio Moro, Sono anni che ti aspetto (2016)
- Noemi, Autunno (2017)
- Gigi Finizio, Io torno (2018)
- Niente da dividere (singolo) 2023

## Programmi televisivi
- Carràmba! Che fortuna (Rai 1, 1998-1999) - Carramba Boy
- Stasera pago io (Rai 1, 2001) - Ballerino
- Anteprima Festivalbar (Italia 1, 2006) - Inviato
- The Coach (7 Gold, 2018, 2020) - Giurato
- Amici Celebrities (Canale 5, 2019) - Concorrente
- Grande Fratello 17 (Canale 5, 2023-2024) – Concorrente

## Teatro
- Sono tutti più bravi di me, regia di Emanuela Giordano - Musical (1999)
- Beautiful Thing, regia di Bruno Montefusco (2000)
- Tre metri sopra il cielo, regia di Mauro Simone - Musical (2007-2008)
- Processi InVersi, regia di Massimiliano Varrese - Recital di musica e poesia (2011)
- Chiara e Francesco, regia di Oreste Castagna - Musical (2012)

## Libri
- Massimiliano Varrese e Francesco Serino, L'estate è già finita, Casale Monferrato, Edizioni Sonda, 2011, ISBN 978-88-7106-636-3.

## Riconoscimenti
- Premio Vittorio Gassman
  - 2007 – Miglior Giovane Talento per l'interpretazione di Step nel musical 3MSC. Emozioni e sogno. Tre metri sopra il cielo. Lo spettacolo